# Narsinghpur
Narsinghpur fou un estat tributari protegit a Orissa, amb una superfície de 515 km². Unes muntanyes el separan al nord del districte d'Angul i l'estat d'Hindol, i a l'est limita amb Baramba; al sud i sud-oest amb el riu Mahanadi que el separava de Khandpara i Daspalla, i a l'oest té Daspalla i el districte d'Angul. Els seus ingressos eren de 66.000 rúpies i el tribut al govern britànic era de 1.450 rúpies. La població era de 33.849 el 1891 i de 39.613 habitants el 1901, repartida en 198 pobles el principal dels quals era Kanpur. El 1931 la població era de 40.878 habitants. La població era hindú (només 150 no ho eren) i les castes principals eren els chases i els pans. L'exèrcit local va existir fins al final del segle XIX i tenia 583 homes, amb una policia de 196 homes.
L'estat hauria estat fundat vers 1292 per un rajput de nom Dharma Singh, que va derrotar a dos caps gonds anomenats Narsingh i Poro.
La capital era Narsinghpur a 20° 28′ N, 85° 07′ E / 20.467°N,85.117°E que cal no confondre amb la ciutat de Narsinghpur a Madhya Pradesh, capital del districte de Narsinghpur.

## Llista de rages (després de 1671)
- Mandardhar Harichandan Mohapatra 1671 - 1701
- Kochali Harichandan Mohapatra 1701 - 1723
- Biswambar Harichandan Mohapatra 1723 - 1765
- Rrishna Chandra Harichandan Mohapatra 1765 - 1775
- Nimai Charan Harichandan Mohapatra 1775 - 1798
- Jaganath Harichandan Mohapatra 1798 - 1826
- Somanath Harichandan Mohapatra 1826 - 1859
- Braja Sundar Harichandan Mohapatra 1859 - 1884
- Sadhu Charan Man Singh Harichandan Mohapatra 1884 - 1912
- Ramchandra Man Singh Harichandan Mohapatra 1912 - 1921
- Ananta Narayan Man Singh Harichandan Mohapatra 1921 - 1948 (+1963)